# Wayland (serwer wyświetlania)

Serwer wyświetlania Wayland opiera się na EGL

Wayland – protokół systemu okien wraz z towarzyszącą mu biblioteką go implementującą stworzoną dla systemu Linux w języku C. Umożliwia uproszczenie procesu wyświetlania grafiki w systemach uniksowych poprzez połączenie w jednej aplikacji menedżera kompozycji oraz systemu okien. Projekt zapoczątkował w roku 2008 Kristian Høgsberg (w czasie gdy pracował w firmie Red Hat). Głównym powodem jego powstania było niezadowolenie z niedostosowanej do współczesnych wymagań architektury systemu X, obecnie najpopularniejszego rozwiązania tego typu. Høgsberg wyraził swój cel słowami „każda klatka będzie doskonała, przez co rozumiem, że aplikacje będą w stanie kontrolować renderowanie wystarczająco (dobrze), że nigdy nie zobaczymy przycinania się, lagów, przerysowywania, lub migotania”.
Wayland jest wolnym oprogramowaniem. Kristian Høgsberg zadeklarował, że źródła bibliotek libwayland-server i libwayland-client będą docelowo miały licencję LGPLv2 (pierwotnie były dostępne na licencji MIT), a źródła demo kompozytora i klientów również będą docelowo miały licencję LGPLv2 (pierwotnie były na licencji GPLv2).

## Budowa

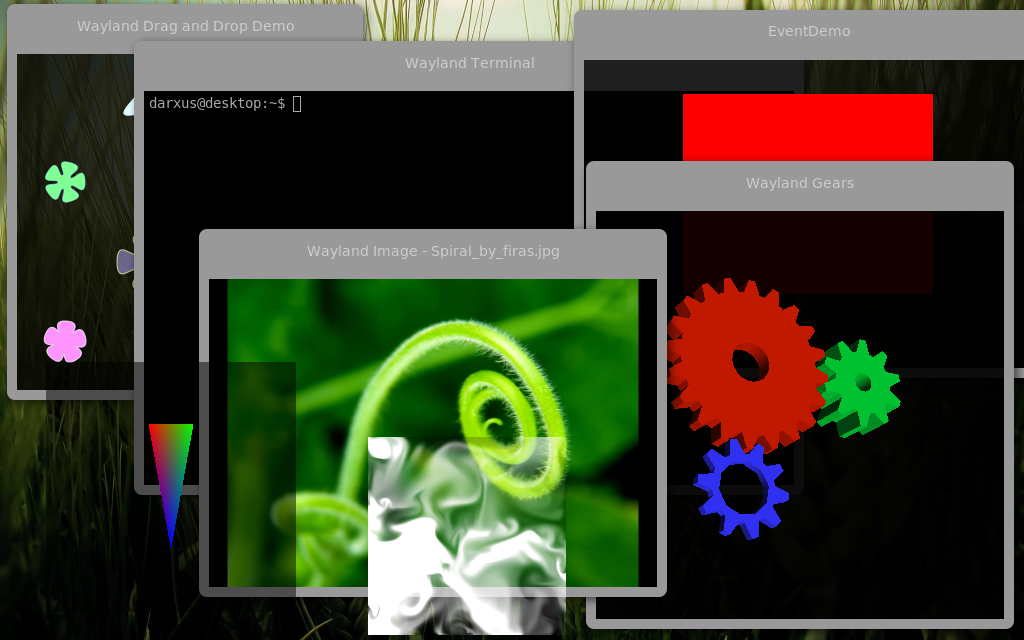
Prezentacja działania serwera Wayland

W klasycznym podejściu uniksowym system okien oraz menedżer okien były niezależnymi aplikacjami, przy czym ta pierwsza stanowiła warstwę pośredniczącą między menedżerem (oraz pracującymi pod jego kontrolą aplikacjami), a sprzętem. Wraz z rozwojem aplikacji multimedialnych oraz pojawieniem się menedżerów kompozycji wykorzystujących do rysowania interfejsu zaawansowane efekty graficzne, taka architektura zaczęła stanowić wąskie gardło. Aby obejść te ograniczenia, coraz więcej funkcji serwera X zaczęło przejmować jądro oraz poszczególne menedżery.
Podstawowym założeniem architektury projektu Wayland jest uproszczenie procesu zarządzania oknami poprzez usunięcie serwera X jako warstwy pośredniczącej, poprzez:
- połączenie menedżera okien oraz systemu okien w jednej aplikacji – menedżer może renderować obraz bezpośrednio do pamięci wideo,
- wykorzystanie istniejących funkcji jądra systemu takich, jak Direct Rendering Manager (DRM), Kernel Mode-Setting (KMS) i systemem zarządzania pamięcią Graphics Execution Manager (GEM)[5][6].

Od czerwca 2010 roku kompozytor Waylanda używa tylko OpenGL ES (przedtem OpenGL).
Wayland może także gościć serwer X, zapewniając tym samym wsteczną kompatybilność.

## Zainteresowanie mediów
Wayland pierwotnie ukazał się jako nowy projekt w serwisie Phoronix roku 2008, w artykule zatytułowanym „Wayland: A New X Server For Linux”. Kristian w odpowiedzi na zainteresowanie mediów stwierdził, że nie jest to nowy X-serwer, lecz nowy serwer wyświetlania, zaznaczając jednocześnie, że projekt jest jeszcze młody i niedojrzały.

## Zastosowania

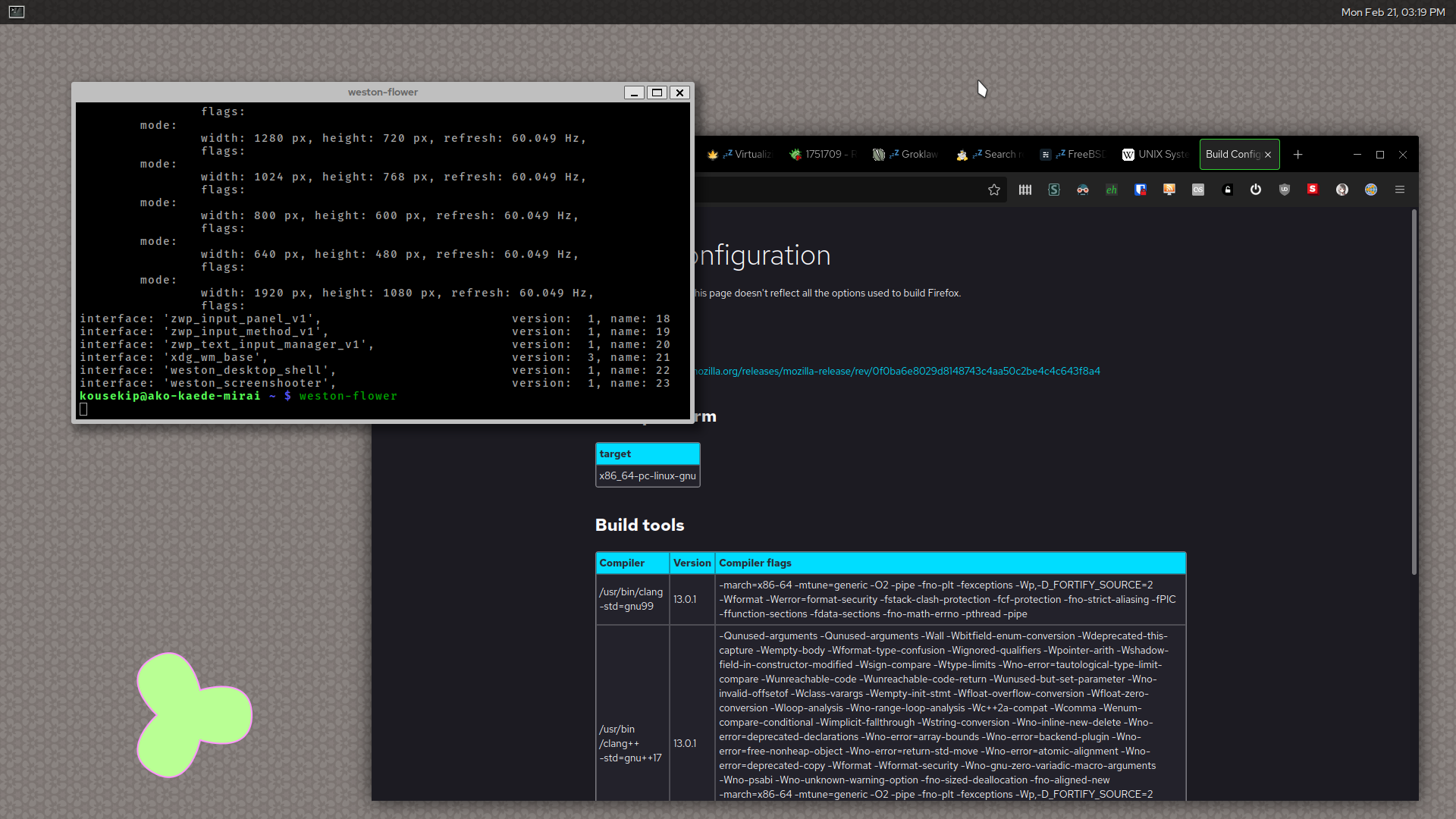
Zrzut ekranu implementacji Weston 10.0 serwera wyświetlania Wayland

4 listopada 2010 roku Mark Shuttleworth ogłosił, że bliżej nieokreślone przyszłe wersje Ubuntu (lecz nie 11.04) będą wykorzystywały Wayland jako ich system okien w interfejsie Unity. Firmy Intel i Nokia zamierzały wykorzystywać go w systemie MeeGo, jednak prace nad nim zostały ostatecznie zawieszone. Kontynuacją MeeGo także opartą na Waylandzie jest od 2013 Sailfish OS fińskiej firmy Jolla, wydawany dla urządzeń przenośnych i wbudowanych.
Od wersji 25 system operacyjny Fedora wykorzystuje Wayland jako system wyświetlania w przypadku użycia domyślnego dla tej dystrybucji środowiska graficznego GNOME.
W sierpniu 2017 firma Canonical zapowiedziała, że w wersji 17.10 systemu operacyjnego Ubuntu domyślną sesją będzie środowisko graficzne GNOME z Waylandem jako systemem wyświetlania. W wersji 17.04 system wyświetlania Wayland był dostępny w repozytoriach jako element środowiska GNOME.
Wayland traktowany jest jako zamiennik serwera X.org, lecz ma także inne potencjalne zastosowania, jak choćby goszczenie innych serwerów X i sesji logowania GDM.